# Великі Мамиші
Великі Мамиші́ (рос. Большие Мамыши, чув. Мăн Мамăш) — присілок у складі Чебоксарського району Чувашії, Росія. Входить до складу Яниського сільського поселення.
Населення — 219 осіб (2010; 208 у 2002).
Національний склад:
- чуваші — 100 %